# Adhud ad-Dawla Fanna Khusraw
Azad o-dowleh  ou ʿAdhud ad-Dawla Fannâ Khusraw (L'auxiliaire du pouvoir) est le fils aîné de Rukn ad-Dawla, émir bouyide à Ray et à Hamadan. Il est né le 24 septembre 936 à Ispahan. Il devient émir du Fars et du Kerman en 949 puis émir d'Irak en 978. Il meurt le 26 mars 983. Fannâ Khusraw, fils aîné de Rukn ad-Dawla, ne va hériter directement d'aucun des territoires conquis par son père mais il va succéder à son oncle `Imad ad-Dawla `Alî dans le Fars puis agrandir son domaine aux dépens de ses frères.

## Biographie
En 947, Mu`izz ad-Dawla et les Bouyides d'Irak prennent Bassora. À partir de ce moment, un des objectifs de la politique des Bouyides va être de contrôler le commerce du Golfe vers l'océan Indien et par conséquent de prendre le contrôle du détroit d'Ormuz. Le contrôle du détroit permet, à ceux qui le détiennent, d'imposer des taxes sur les marchandises en transit.

### Émir du Fars (949)
En 948, Fannâ Khusraw est choisi par son oncle `Imad ad-Dawla `Alî comme successeur car celui-ci n'a pas d'héritier. `Imad ad-Dawla `Alî meurt en décembre 949. Malheureusement cette nomination n'est pas acceptée par la cour. Une rébellion contre Fannâ Khusraw se produit peu de temps après. Rukn ad-Dawla part vers le sud de l'Iran pour soutenir son fils. Il est rejoint par le vizir de Mu`izz ad-Dawla parti d'Irak dans le même but. Tous deux parviennent à remettre Fannâ Khusraw sur le trône à Chiraz. Fannâ Khusraw reçoit du calife abbasside Al-Muti le surnom d'`Adhud ad-Dawla (L'auxiliaire du pouvoir). Son père Rukn ad-Dawla, qui est le Bouyide le plus puissant, réclame le titre d'aîné des émirs. Mu`izz ad-Dawla et `Adhud ad-Dawla lui reconnaissent cette prérogative.
En 966, `Adhud ad-Dawla et Mu`izz ad-Dawla mènent une campagne conjointe pour imposer le pouvoir bouyide en Oman. Les représentants des Bouyides sont rapidement expulsés d'Oman.
En 967, Mu`izz ad-Dawla, « l'émir des émirs » d'Irak, meurt. Son fils aîné `Izz ad-Dawla lui succède comme émir d'Irak il considère qu'il hérite aussi du titre « d'émir des émirs ».

### Conquête du Kerman (967)
`Adhud ad-Dawla profite de la querelle entre Abû `Alî Muhammad ben Elyâs et son fils dans le Kerman pour annexer une partie de cette province. Mu`izz ad-Dawla avait tenté la prise de contrôle de cette province mais les Banû Elyâs en avait repris le contrôle. Il conquiert le reste du Kerman l'année suivante et négocie la paix avec le Saffaride Khalaf bin Ahmad souverain du Sistan qui joue un rôle essentiel en affaiblissant les ennemis permanents des Bouyides, c'est-à-dire les Samanides. Ces derniers soutiennent Sulayman, le fils d'Abû `Alî Muhammad ben Elyâs qui veut reprendre son royaume du Kerman. `Adhud ad-Dawla défait les armées de Sulayman et continue sa progression à travers le territoire de Kerman jusqu'au détroit d'Ormuz. À cette occasion de nombreuses tribus vont se convertir à l'islam et faire acte d'allégeance. En août/septembre 971, `Adhud ad-Dawla lance une expédition punitive contre ces tribus baloutches qui ont renié leur serment. Elles sont définitivement vaincues le 8 janvier 972 et `Adhud ad-Dawla installe des paysans pour modifier l'aspect de la province. `Adhud ad-Dawla et son père Rukn ad-Dawla signent un traité de paix avec les Samanides. Les Bouyides acceptent de payer 150 000 dinars par an aux Samanides. Après avoir ouvert la voie vers Ormuz, `Adhud ad-Dawla conquiert Sohar la capitale d'Oman puis dans l'année il conquiert les montagnes et prend ainsi le contrôle complet du pays ce qui était déjà l'objectif des campagnes menées avec son oncle vingt-cinq ans plus tôt.
En 974, `Izz ad-Dawla est pris au piège à Wâsît par une rébellion de ses troupes à Bagdad et simultanément dans le Khuzestân. `Adhud ad-Dawla vient du Fars pour mater la rébellion. Il inflige aux rebelles une défaite le 30 janvier 975. Mais ensuite il intrigue de telle sorte qu'`Izz ad-Dawla est contraint d'abdiquer en sa faveur (12 mars 975). Son père, Rukn ad-Dawla, refuse cette prise de pouvoir et restaure `Izz ad-Dawla. Ce dernier accepte de reconnaître Rukn ad-Dawla comme « l'aîné des émirs ». Les conséquences la rivalité entre `Izz ad-Dawla et `Adhud ad-Dawla vont se révéler après la mort de Rukn ad-Dawla.
`Adhud ad-Dawla lance en 975, une expédition pour reprendre Bam à un officier samanide renégat et il défait un autre fils d'Abû `Alî Muhammad ben Elyâs qui cherchait à reprendre le Kerman. Ensuite, la région semble être restée en paix jusqu'à la mort d'`Adhud ad-Dawla.

### Mort de Rukn ad-Dawla (976)
Le 16 septembre 976, Rukn ad-Dawla dernier représentant de la première génération des Bouyides meurt. `Izz ad-Dawla essaie de prendre sa revanche contre `Adhud ad-Dawla. Il fait alliance avec Fakhr ad-Dawla qui succède à son père sur le territoire d'Hamadan, avec les Hamdanides qui règnent sur le nord de l'Irak, avec le chef kurde Hasanûya Barzekânî et avec le souverain des territoires marécageux du sud de l'Irak. De son côté Mu'ayyid ad-Dawla, le troisième fils de Rukn ad-Dawla qui hérite du territoire d'Ispahan, reste fidèle à son aîné `Adhud ad-Dawla.
`Izz ad-Dawla ne cherche plus à faire semblant de reconnaître la prééminence de son cousin `Adhud ad-Dawla. Il fait cesser de faire mention du nom de son cousin pendant les prières du vendredi. `Adhud ad-Dawla part pour le Khuzestân et vainc facilement `Izz ad-Dawla à Ahwaz (1er juillet 977). `Izz ad-Dawla demande à `Adhud ad-Dawla l'autorisation de se retirer et de s'établir en Syrie. Sur la route vers la Syrie `Izz ad-Dawla est convaincu par le sultan Hamdanide de Mossoul Abû Taghlib d'aller reprendre le combat contre son cousin. Le 29 mai 978, la bataille s'engage près de Samarra. `Izz ad-Dawla est de nouveau vaincu. Il est fait prisonnier et condamné à mort par `Adhud ad-Dawla. `Izz ad-Dawla est exécuté.
`Adhud ad-Dawla devient émir d'Irak. Contrairement aux Bouyides qui avait occupé ce Khuzestân de manière temporaire, `Adhud ad-Dawla en prend complètement le contrôle. Les armées d'`Adhud ad-Dawla prennent ensuite le contrôle des territoires sous la dépendance des Kurdes qui étaient pratiquement devenus indépendants du pouvoir des Abbassides. Il faut comprendre qu'à l'époque on désignait par « kurde » toute population nomade du Zagros y compris les Lors.
En mai/juin 979, `Adhud ad-Dawla pénètre dans les territoires de son frère Fakhr ad-Dawla qui s'enfuit vers Qazvin puis vers Nichapur; une grande partie de ses troupes déserte. `Adhud ad-Dawla se déplace vers le Kerman où il installe un gouverneur. En août/septembre 980, `Adhud ad-Dawla occupe Hamadân et toute la région au sud de cette ville qui passe sous l'entier contrôle des Bouyides pour un demi-siècle. Peu de temps après, en octobre/novembre de la même année, le vizir de Mu'ayyid ad-Dawla arrive de Ray pour négocier un transfert de pouvoir de cette ville en faveur de son maître. `Adhud ad-Dawla en reconnaissance de la fidélité de son jeune frère lui remet les troupes de Fakhr ad-Dawla plus d'autres troupes pour pouvoir attaquer les Samanides qui viennent de s'allier aux Ziyarides pour conquérir le Tabaristan et le Gorgan. Mu'ayyid ad-Dawla va parvenir à conquérir ces deux provinces.

### La mort d’`Adhud ad-Dawla
`Adhud ad-Dawla meurt le 26 mars 983, il est enterré à Nadjaf.
L'œuvre de construction d'un État bouyide unifié d'`Adhud ad-Dawla ne sera pas poursuivie par ses successeurs. L'exécution de son cousin a détruit la solidarité familiale des Bouyides. Néanmoins son aptitude à imposer son pouvoir à presque tous les autres Bouyides donne à cette famille aux humbles origines une sorte de légitimité qui lui permettra de survivre jusqu'au milieu du XIe siècle.

## Héritage

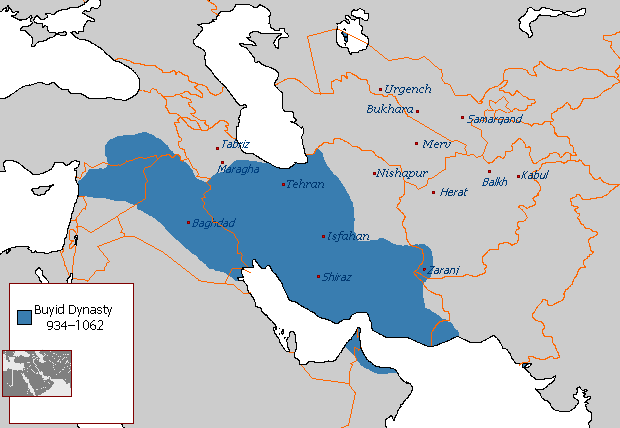
Territoire dominé par la Dynastie Bouyide

Tout en poursuivant la politique des souverains Bouyides précédents en maintenant le califat abbasside à Bagdad ce qui donnait aux Bouyide une certaine légitimité aux yeux de leurs sujets sunnites, `Adhud ad-Dawla montrait plus d'intérêt que ses prédécesseurs pour la culture persane préislamique. Il a visité Persépolis où il a laissé une inscription qui montre sa conscience d'être l'héritier de ces civilisations préislamiques.
Comme la plupart des Bouyides, `Adhud ad-Dawla a été le mécène d'auteurs arabes. Sa cour était fréquentée par le poète al-Mutanabbi et le grammairien Abu Ali al-Farisi (en). Il n'y a que très peu d'éléments permettant de parler d'un intérêt pour la poésie persane de son époque. Il apprenait l'arabe, écrivait en arabe et était fier d'être l'élève d'un célèbre grammairien arabe. Il étudiait les sciences de son temps en arabe, y compris l'astronomie et les mathématiques. La plupart des ouvrages écrits en arabe lui étaient dédiés qu'ils soient à contenu religieux ou profane. Apparemment en montrant son intérêt pour l'arabe plutôt que pour le persan, `Adhud ad-Dawla suivait le courant général de la vie intellectuelle dans une ville de province où la culture était dominée par l'arabe et le Pahlevi.
Comme beaucoup de ses contemporains, il ne semble pas que son admiration pour la civilisation iranienne préislamique entrait en conflit avec sa foi musulmane chiite. D'après certains témoignages, il a fait réparer le mausolée de Hussein à Kerbala et a fait construire le mausolée d'`Alî à Nadjaf où il a demandé à être enterré. On dit qu'il s'est montré particulièrement généreux envers un éminent théologien chiite. Cependant sa politique n'était pas chiite de manière univoque. Il a tenté de se rapprocher des sunnites en donnant sa fille en mariage au calife, ce fut un échec car le calife s'est refusé à consommer le mariage.

### Le bâtisseur
En Irak sa plus importante construction est l'hôpital à Bagdad qui est resté en fonction jusqu'après l'invasion mongole. La majeure partie de ses constructions se trouve dans le Fars. Il y a fait bâtir des caravansérails, des citernes et des barrages. La ville qui a particulièrement bénéficié de ces travaux est Chiraz. Dans la région de Chiraz, il construit un palais de trois cent soixante chambres avec un système perfectionné de tours à vent pour la climatisation des pièces d'habitation. Chiraz est devenue tellement peuplée que, sous son règne on a construit une ville satellite voisine pour son armée. Le nom de cette ville de garnison était Kard-e Fannâ Khosrow, (faite par Fannâ Khusraw) faisant ainsi une claire référence aux noms que les souverains Sassanides donnaient à leurs fondations.
Il y avait deux fêtes annuelles dans la ville. La première pour commémorer le jour où l'eau de l'aqueduc a atteint la ville et la seconde pour rappeler la date de fondation de la ville. Ces deux festivités ont été instituées par `Adhud ad-Dawla sur le modèle des fêtes de Norouz, le nouvel an iranien, qu'il avait connu pendant son enfance à Ispahan.
Toute cette activité a renforcé l'économie du Fars de telle sorte que le revenu des taxes a triplé au cours du Xe siècle. Il a contribué à l'enrichissement du Fars qui va être une région de relative stabilité et de prospérité pour la culture persane malgré les invasions des Seldjoukides puis des Mongols.